# Emerik Stenberg
Isak Johan Emerik Gustaf Stenberg, född 7 januari 1873 i Stockholm, död 31 juli 1927 i Leksands socken, var en svensk porträttmålare, målare, tecknare och folklivsskildrare. 

## Biografi
Han var son till revisionskommissarien Gustaf Göran Esaias August Stenberg och Emma Ulrika Göderberg och från 1905 gift med Gully Elisabeth Hård af Segerstad paret fick tre söner och en dotter. Han studerade vid konstakademien i Stockholm 1891–1896 men följde även undervisningen vid Konstnärsförbundets skola. Han genomförde flera längre studieresor till Tyskland, Frankrike, Nederländerna och Belgien 1898–1901. Han valdes in som ledamot i Konstakademien 1906 och blev vikarierande  professor i figurmålning 1908 och ordinarie professor 1909–1912. Han kände sig tvingad att lämna sin tjänst på grund av oppositionsyttringar gentemot den traditionellt bedrivna akademiska undervisningen som av många ansågs förlegad. Han blev därefter en mycket uppskattad porträttmålare och var då huvudsakligen bosatt i Stockholm. Han besökte Dalarna 1894 och fångades av landskapets säregna folkkultur och miljö och 1897 flyttade till Leksand 1897 och bosatte sig i Ullvi by. Där inredde han sin gård med inventarier och föremål från Siljansbygden På grundval av tidigare studier utförde han 1896 den stora målningen Likvaka i Leksand som uppvisades bland akademiens elevarbeten och väckte stor uppmärksamhet på Stockholmsutställningen 1897, verket ingår numera i Göteborgs konstmuseums samling. Som illustratör medverkade han i Pelle Ödmans Svenska minnen och bilder. Han medverkade i Svenska konstnärernas förenings utställningar i Stockholm ett flertal gånger och i utställningen Svensk konst som visades i Helsingborg 1903, Norrköpingsutställningen 1906, Lundautställningen 1907, Göteborgs konstförenings retrospektiva utställning 1911, Baltiska utställningen 1914 och de svenska utställningarna på Charlottenborg i Köpenhamn 1916 och på Royal Academy of Art i London 1924. Minnesutställningar med hans konst har visats i Leksand 1924 och Konstakademien i Stockholm visade en gemensam minnesutställning med verk av Stenberg, Ivar Nyberg, Alfred Bergström och Victor Forssell 1932. Ett känt konstverk är den ofullbordade Julotta i Leksands kyrka som finns i Leksands kyrka. Stenberg är representerad med porträtt vid Uppsala universitet, Vitterhetsakademien, Nordiska museet, Riksarkivet, Svenska akademien, Konstakademien och Lunds universitet samt med bildkonst vid Dalarnas museum, Göteborgs konstmuseum, Svenska Porträttarkivet, Nationalmuseum och Leksands museum. 
Stenberg och är begravd på Norra kyrkogården i Stockholm.

## Verk

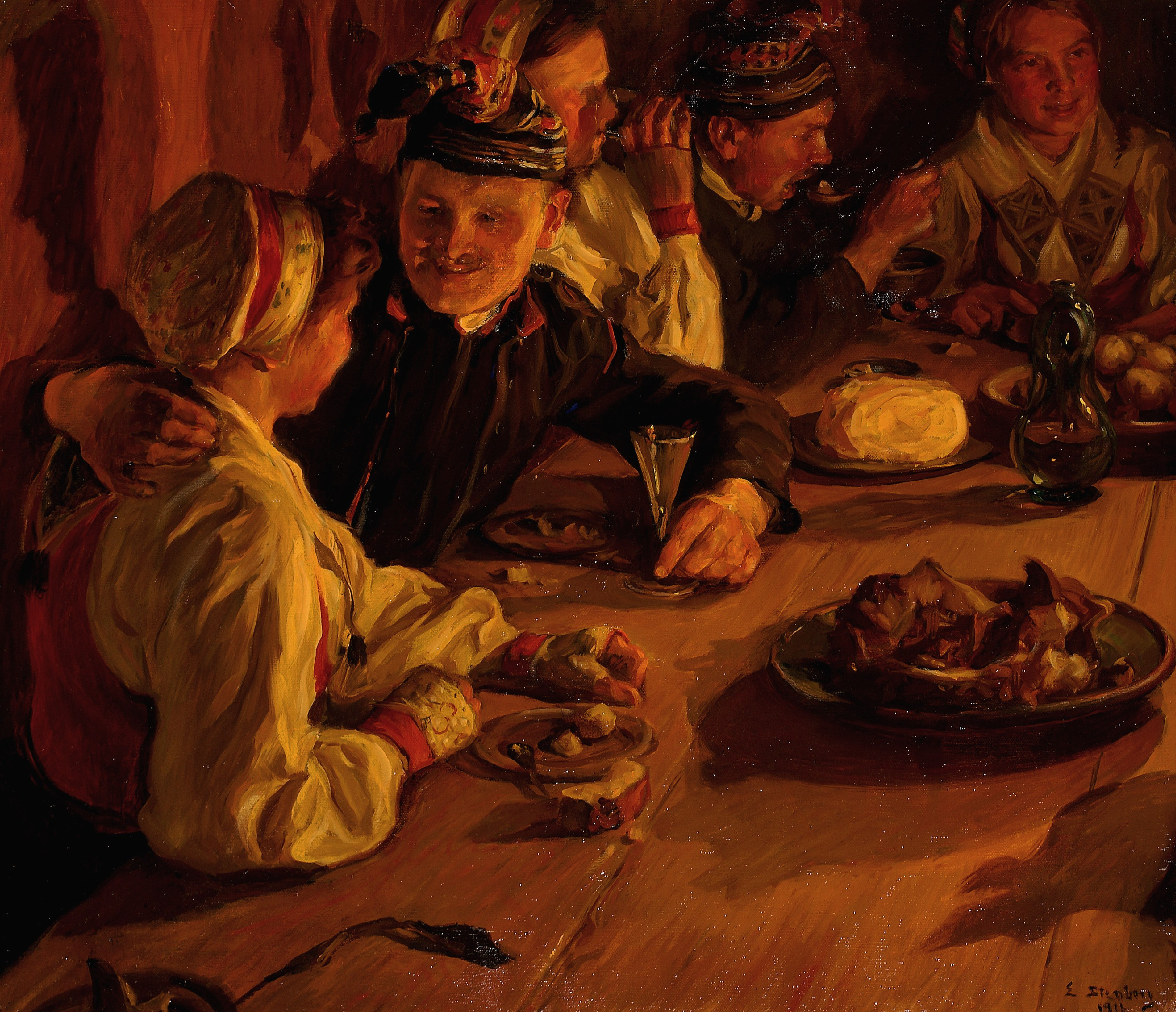
Julagille i Dalarna. Oljemålning (1916).
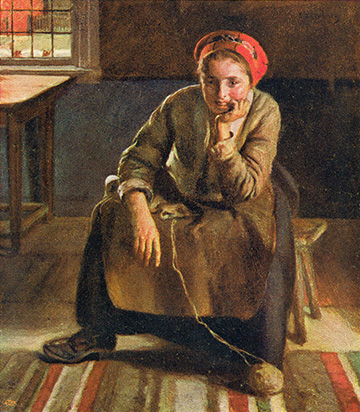
Björs-Mia. Oljemålning.
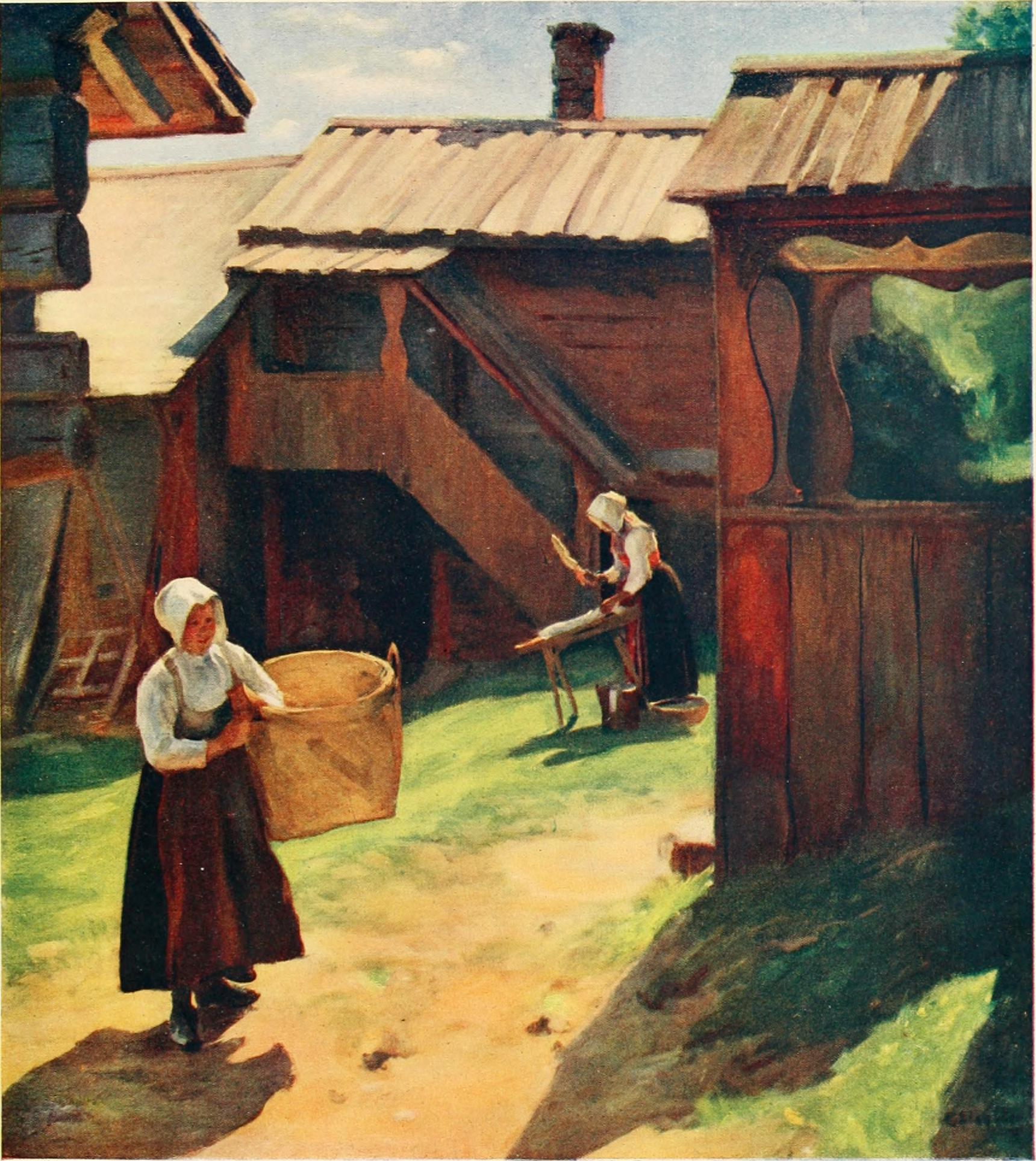
Oljemålning (1910).